# 雪兒
雪兒（英語：Cher，1946年5月20日—）是一名美國女歌手、演員和主持人。她在音樂、電視劇和電影界成就包括了一座奧斯卡金像獎、一座葛萊美獎、一座艾美獎和三座金球獎等。
雪兒早期與她搭檔及丈夫Sonny合立的"Sonny & Cher"在六零年代中期興起。在搭檔分散之後，雪兒繼續待在音樂界，並在之後斷斷續續地發行了共26張專輯、許多的合輯。她共有22首單曲排到Billdboard Top 40（包括12首Top 10單曲及4首冠軍單曲）。
雪兒在七零年代時開始主持電視節目，八零年代後參與電影演出。1988年，雪兒在浪漫喜劇《發暈》裡的角色為她贏得了奧斯卡最佳女主角獎。

## 簡介
雪儿本名Cherilyn Sarkisian LaPier，1946年5月20日出生在加州埃爾森特羅一個名為El Centro的小鎮。她的母親Georgia Holt祖籍為原住民，是一個很有抱負的演員及模特。她的父親John Sarkisian是一個亞美尼亞—伊朗的難民。雪儿的雙親很早就离婚，所以雪儿基本上是他母親帶大的。她的母親後來又再婚。由於雪儿有失讀症，她在16歲時就離開了高中走向社會。
雪儿一开始唱歌是为了挣钱准备学演戏的，少女时期的雪儿在好莱坞大道的咖啡厅认识了任职录音室助理和公关的Sonny Bono。有一天，她跟著Sonny到Phil Spector的「金星录音室」，并替补一个当时缺席的歌手。从那一天起，雪儿便在菲爾·斯佩克特的“Be My Baby”和“You've Lost That Loving Feeling”等所有经典作品中担任合音。她也和Sonny录了一些二重唱，这一段情缘不但造就出许多脍炙人口的好歌，更是雪儿日后成為巨星最重要的一段过程。
刚开始，雪儿和Sonny以Ceasar and Cleo双人组的名义出了两张单曲，後来终於定名为Sonny and Cher，并逐渐建立知名度。愈来愈受欢迎的Sonny and Cher开始有了自己的电视综艺节目【The Sonny And Cher Comedy Hour】，这个节目於1971年在美国哥伦比亚电视台首播，持续了有7年之久。到了1972年，他们已经有10首排行前10名的单曲。 
这段期間雪儿也尝试发展个人歌唱事业，1971年发行的冠军专辑《Gypsies, Tramps And Thieves》和1974年的冠军单曲“Half Breed”和“Dark Lady”，让雪儿的星途渐渐脱离Sonny的掌握，也导致了兩人於1975年离婚。
尽管以歌唱扬名立万，雪儿并没有忘情她的最爱——演戏。1983年她再战大银幕，以「絲克伍事件」入围奧斯卡最佳女配角獎。1985年，她以「面具」成為坎城影后。两年後，她主演了「紫屋魔恋」、「嫌疑犯」和「發暈」，并以「發暈」赢得奧斯卡最佳女主角獎。
同时，她在音乐上的成就也步入另一个高峰，1987年与Geffen唱片公司签约，并缔造畅销单曲“I Found Someone”。1989年发行的专辑《Heart Of Stone》，里头包含“If I Can Turn Back Time”、“Just Like Jesse James”以及跟彼得·塞特拉合唱的“After All”經典作品。1991年为自己所主演电影「风情妈咪俏女儿」所演唱的主题曲“The Shoop Shoop Song”还拿下全英冠军宝座。她也以《Love Hurts》和《Greatest Hits》在英国专辑榜上获得冠军。1995年3月参与群星义唱“Love Can Build A Bridge”；同年的专辑《It's A Man's World》大胆翻唱众多男歌手作品，包括Marc Cohn的“Walking In Memphis”。 
整个九零年代，众家老将皆面临市场新旧交替的挑战，但雪儿并没有闲著，她於1996年首次执导演筒，作品为「If These Walls Could Talk」电视电影，又接演了评价相当高的影片「Tea With Mussolini」。颇富生意头脑的她，用她的名字和人气为许多产品代言，包括健身录影带、香水、护肤产品甚至创意家俱等。仅管没有人会怀疑雪儿的巨星地位，但没有人料到西洋流行樂壇会再一次上演鹹魚大翻身的戲碼——1991年布莱恩·亚当斯靠著一首“(Everything I Do) I Do It for You”再次大紅的幸運仍令人印象深刻，而在1998年這樣的奇蹟就降臨在雪儿身上，專輯《Believe》的同名主打歌讓她吃定英美兩地，這首單曲在一向口味詭譎多變的英國榜拿下7週冠軍，跨海紅回美國時，在告示牌單曲榜拿下四週冠軍並成為白金唱片，此曲也成為1999年告示牌年終單曲榜的第一名。雪儿因為“Believe”創下告示牌史上最年長的冠軍歌曲女藝人的紀錄，當時的她52歲。《Believe》不僅讓雪儿又重新回到了流行音樂的版圖，记录她世界巡回演唱的HBO演唱会特别节目更入围了十一项艾美奖奖项。 
2001年发行的专辑《Living Proof》，累积前作《Believe》重返乐坛巔峰的自信心，專輯延续欧式电子舞曲的超动能，将岁月所堆积的歌艺风华推向另一个颠峰。

## 個人生活
1962年11月，雪兒在洛杉磯的一個咖啡廳遇見了她的未來丈夫Sonny Bono。當時雪兒年僅16歲，而Sonny已經27歲了。當時Sonny正在為一位好萊塢唱片製作人菲爾·斯佩克特工作。很快地他們成為了朋友，後又進一步成為了情侶，之後不久就結婚了。而透過Sonny的幫助，雪兒也開始成為了一位歌手。1975年6月27日，两人离婚。
5天後，雪儿与歐曼兄弟樂團的Gregg Allman闪电结婚，後又於1979年離婚。
而後雪兒与接吻合唱團的貝斯手吉恩·西蒙斯、Les Dudek等人不断的罗曼史，经常出现在八卦和时尚杂志上。

## 外部連結
- 官方网站
- 官方樂迷網站
- 雪兒的Instagram帳戶
- 雪兒的X（前Twitter）
- 雪兒的Facebook專頁
- Warner Bros. Records
- 雪兒在互联网电影资料库（IMDb）上的資料（英文）
- 雪兒在豆瓣上的资料（简体中文）
- 雪兒在Allmusic上的頁面
- Children's Craniofacial Association (CCA). National Chairperson: Cher （页面存档备份，存于）